# Adèle Bloemendaal
Adèle Maria Hameetman, bedre kendt som Adèle Bloemendaal (Amsterdam, 11. januar 1933 – samme sted, 21. januar 2017) var en nederlandsk skuespiller, komiker og sanger.
I første omgang optrådte Bloemendaal under hendes eget navn, Adèle Hameetman, senere også for en kort tid, som Adèle Hamé.
Bloemendaal er set af mange som en 'frigjort kvinde', som er stort set mestrede alle facetter af teateret, fra tunge tragedier til karnevalssange. Hun var genkendelige ved hendes latter og hendes nasale stemme.
De sidste år af hendes liv, boede hun på et plejehjem i Amsterdam, hvor hun i begyndelsen af 2017 døde i en alder af 84.

## Priser
- 1969 - Edison for Laat mij nu maar begaan
- 1976 - Gouden Harp
- 1982 - Johan Kaartprijs for teatershowet Adèle's Keus
- 1986 - Nationale Scheveningen Cabaretprijs for Adèle in korte broek
- 2006 - Blijvend Applaus Prijs

## Eksterne link
- Wikimedia Commons har flere filer relateret til Adèle Bloemendaal
- Adèle Bloemendaal på Internet Movie Database (engelsk)
- Adèle Bloemendaal på The Movie Database (engelsk)
- Adèle Bloemendaal på Behind The Voice Actors (engelsk)
- Adèle_Bloemendaal Arkiveret 15. marts 2016 hos  Wayback Machine i Muziekencyclopedie (nederlandsk/hollandsk)
- Adèle Bloemendaal (engelsk)

- Adèle Bloemendaal (1967)
- Adèle Bloemendaal modtager Johan Jaart Prijs fra Frans Ehlhart.
- Adèle Bloemendaal